# Alta Floresta (tiểu vùng)
Alta Floresta là một tiểu vùng thuộc bang Mato Grosso, Brasil. Tiều vùng này có diện tích 52590 km², dân số năm 2007 là 89848 người.